# 神去なあなあ日常
『神去なあなあ日常』（かむさりなあなあにちじょう、The easy life in KAMUSARI ）は、三浦しをんによる日本の青春小説。『本とも』にて2007年7月号から2008年7月号まで連載され、加筆修正の後、2009年に徳間書店より刊行された。本屋大賞で第4位。2012年に続編『神去なあなあ夜話』が刊行され、発行部数はシリーズ累計で35万部を超える。
2010年にNHK-FM放送「青春アドベンチャー」でラジオドラマ化、2014年に『WOOD JOB! 〜神去なあなあ日常〜』（ウッジョブ かむさりなあなあにちじょう）のタイトルで染谷将太主演で映画化された。
また、2014年9月12日から14日にかけてアメリカ合衆国・ロサンゼルスで開催されたLA EigaFest 2013では招待作品として上映された。

## あらすじ
高校卒業後の進路を決めていなかった平野勇気は、卒業式終了後に担任から就職先を決めておいたと言われ、母親からは恥ずかしいポエムを暴露すると半ば脅される形で家を追い出され、どんな仕事をさせられるのかも分からないまま、三重県の神去村へとやってくる。
列車を乗り継いで着いた先は、見渡す限り山が続く、ケータイの電波も届かない田舎。勇気が就職することになったのは、中村林業株式会社。山仕事に関しては天才的な才能を持つ飯田ヨキの家に居候しながら、ベテラン社員に付いて現場に出た勇気を待っていたのは、広大な山の手入れ。過酷な山仕事に何度も逃げ出そうと試みるもあえなく失敗、ヒルやダニとの戦い、花粉症発症など、辛いことはたくさんあれど、それらを凌駕する雄大な自然に勇気は次第に魅了されていく。さらに勇気は、神去小学校の美人教師・直紀に高望みの恋心を抱き、玉砕しても諦めずに想い続ける。そして、神去村で48年に一度行われる神事オオヤマヅミに、勇気も参加することになる。

## 登場人物
平野 勇気（ひらの ゆうき）
神奈川県出身。高校卒業後の進路を特に決めていなかったが、卒業式終了後に担任から就職先を言い渡され、仕事内容を知らぬまま、半ば脅される形で家を追い出され、神去村へやって来る。
飯田 与喜（いいだ よき）
勇気の居候先の主で、中村班のエース。作中ではヨキ。ヨキは「斧」の意。山仕事に関しては天才的な才能を持つ。愛妻家だが、街に出た時は浮気をすることもある。
飯田 みき（いいだ みき）
ヨキの妻。華奢で小柄な体格だが、エキゾチックな顔立ちの美人。実家は神去村唯一の商店「中村商店」で、村人たちから百貨店と呼ばれている。清一とは遠縁に当たる。幼い頃からヨキのことが好きだった。
飯田 繁（いいだ しげ）
ヨキの祖母で名付け親。週に2回、街へデイサービスに行く以外は、日がな一日、家の中で座っている。
ノコ
飯田家の飼い犬。オス。
中村 清一（なかむら せいいち）
中村林業株式会社社長。30代。山太（さんた）という息子がいる。1200ヘクタール（東京ドーム約256個分）の広大な山林を所有する、日本でも有数の大山持ちで、村の林業従事者をまとめる「おやかたさん」。
中村 祐子（なかむら ゆうこ）
清一の妻。都会にもなかなかいない美人。東京生まれで、神去にある祖父母の家には夏休みなどに遊びに来ていたが、清一とは大学のサークルで初めて出会い、結婚した。
田辺 巌（たなべ いわお）
50歳。神去地区の住人。中村班のメンバー。
小山 三郎（こやま さぶろう）
74歳。神去地区の住人。中村班のメンバー。飯田家の向かいに住む。
山根（やまね）
神去村の老人。
直紀（なおき）
祐子の妹。神去小学校の教師。バイクを颯爽と乗りこなす美女。
熊谷（くまがい）
勇気の高校3年時の担任。進路が決まっていなかった勇気の名で、国が助成金を出している「緑の雇用制度」に勝手に応募し、彼の就職先を決める。

## 用語
神去村（かむさりむら）
三重県中西部、奈良県との県境近くにある村。下（しも）地区、中地区、神去地区の3地区に分かれており、神去地区は村の最も奥まったところにある。三浦しをんの父・三浦佑之の出身地である美杉村がモデル。
なあなあ
神去村の人々の口癖で、「ゆっくり行こう」「まあ落ち着け」というニュアンスを持つ言葉で、拡大解釈して「のどかで過ごしやすい日和ですね」という使われ方もする。

## ラジオドラマ
2010年9月20日から9月24日及び9月27日から10月1日まで、NHK-FM放送『青春アドベンチャー』で全10話が放送された。
スタッフ
- 脚色 - 棚瀬美幸
- 演出 - 佐々木正之
- 選曲 - 黒田賢一
- 技術 - 大宅健司、山田顕隆
- 音響効果 - 岩崎進、古川千鶴

キャスト
- 平野勇気 - 中村蒼
- 直紀 - 長澤まさみ
- 飯田ヨキ - 松田悟志
- 中村清一 - 田口トモロヲ
- 中村祐子 - 藤本喜久子
- 中村山太 - 森川航
- 担任教師 - 藏内秀樹
- 勇気の母 - 山崎千惠子
- みき - 幸福未央
- みきの母 - 森ともこ
- みきの父 - 山崎海童
- 巌さん - 徳井優
- 三郎じいさん - 吉見一豊
- 繁ばあちゃん - 五月晴子
- 山根のおっちゃん - 下塚誠
- 仁助のじっちゃん - 重松収
- 森林組合のおじさん - 浜田道彦
- 村人 - 辻本一樹、平井真軌

## 映画
『WOOD JOB!〜神去なあなあ日常〜』（ウッジョブ かむさりなあなあにちじょう）のタイトルで、2014年5月10日公開された。キャッチコピーは、「少年よ、大木を抱け。」。主演は染谷将太、監督は矢口史靖で、矢口にとって初となる原作付きの作品。撮影は、三重県の山間部を中心にオールロケで約1か月半かけて行われた。全国310スクリーンで公開され、全国映画動員ランキングでは初登場6位、公開初週土日2日間の成績は動員8万1,862人、興収1億700万2,400円。8割を占める20 - 50代の客層のうち、63対37の割合で男性が多く、また会社員が多く鑑賞している。ぴあによる5月9日・10日公開初日映画の満足度調査ではトップを獲得した。
9月12日から14日にかけてハリウッドで開催される映画祭「LA EigaFest 2014」で、9月13日に公式上映された。

### キャスト
- 平野勇気 - 染谷将太
- 石井直紀 - 長澤まさみ
- 飯田与喜（よき） - 伊藤英明
- 飯田みき（与喜の妻） - 優香
- 中村清一 - 光石研
- 中村祐子（清一の妻） - 西田尚美
- 田辺巌 - マキタスポーツ
- 小山三郎 - 有福正志
- 林業組合専務 - 近藤芳正
- 指導員Ｂ - 田中要次
- 山根利郎 - 柄本明
- 勇気の父 - 菅原大吉
- 勇気の母 - 広岡由里子
- 高橋玲奈 - 清野菜名
- 飯田しげ - 小野敦子
- 山本翔 - 永沼伊久也
- 内藤力 - 青木健
- 古川雄輝、谷澤恵里香、内村遥、真凜　ほか

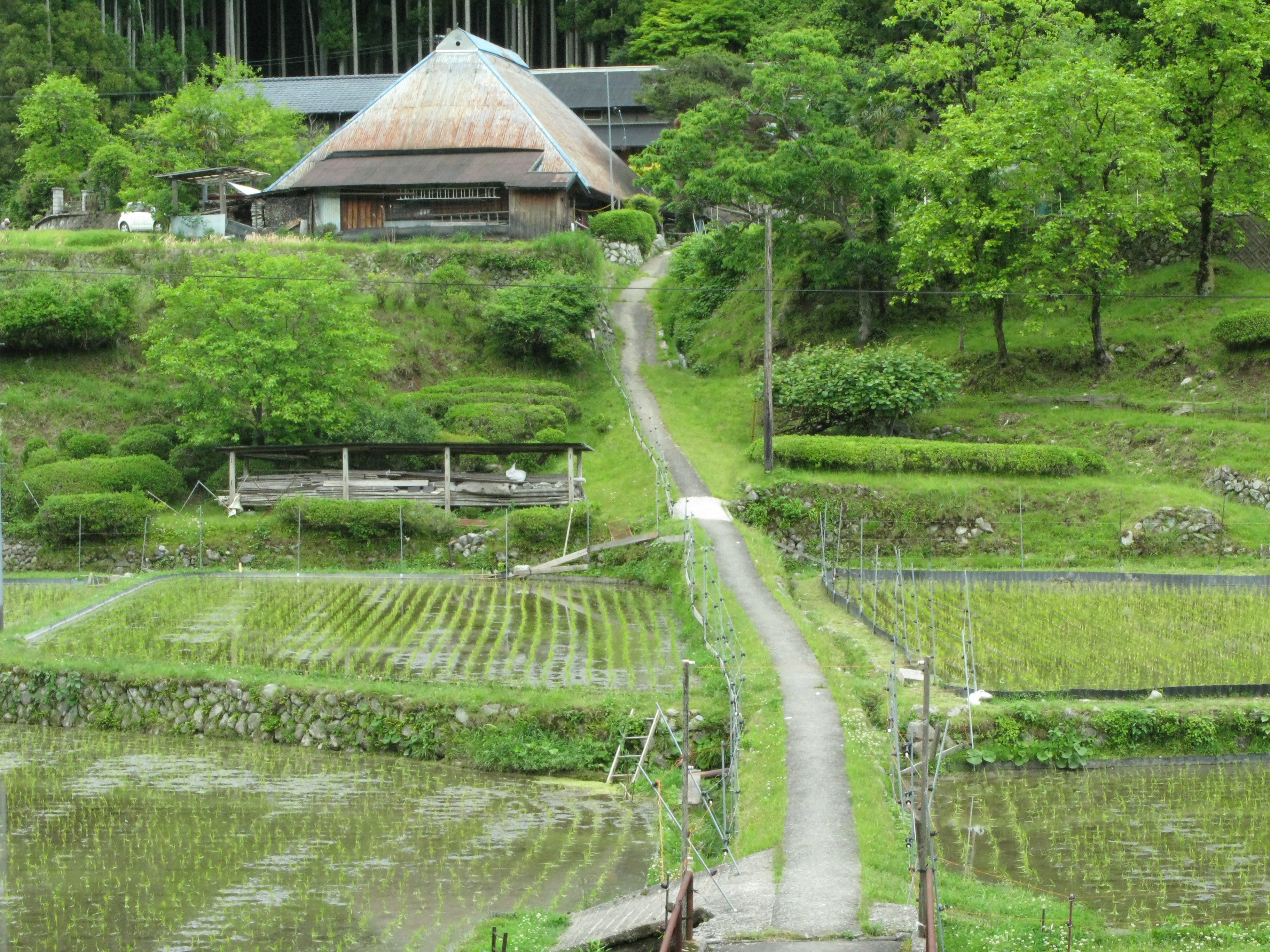
映画 『WOOD JOB !〜神去なあなあ日常〜』 のロケで直紀の家に使われた場所。

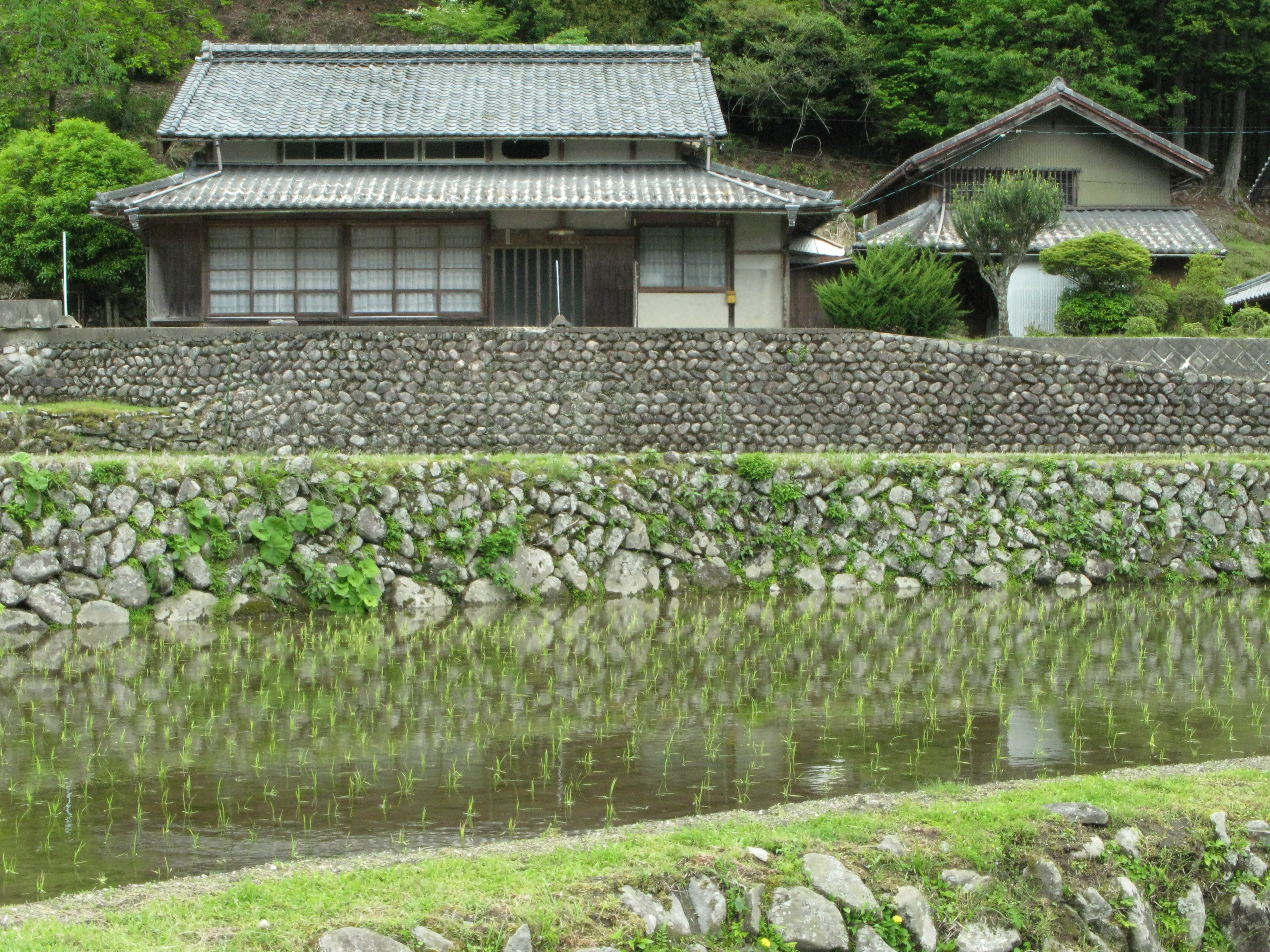
映画 『WOOD JOB !〜神去なあなあ日常〜』 のロケでヨキの家に使われた場所。

- ふんどしアナウンサー（祭りシーンにエキストラで参加した系列各局のアナウンサー）
  - 安東弘樹（TBSテレビ）
  - 大吉洋平（毎日放送）
  - 石井亮次（中部日本放送）
  - 服部義夫（RKB毎日放送）
  - 石崎輝明（北海道放送）
  - 菅生翔平（東北放送）
  - 小嶋健太（静岡放送）
  - 石橋真（中国放送）

### スタッフ
- 原作 - 三浦しをん 『神去なあなあ日常』（徳間書店刊）
- 監督・脚本 - 矢口史靖
- 脚本協力 - 矢口純子（矢口監督の妻）
- 現場監督 - 吴雨山
- 撮影 - 芦澤明子
- 美術 - 花谷秀文
- 装飾 - 佐藤康裕
- 音楽 - 野村卓史
- ストリングスアレンジ - 林祐介
- 音楽プロデューサー - 和田亨
- 主題歌 - マイア・ヒラサワ 「Happiest Fool」
- 録音 - 石貝洋
- 音響効果 - 岡瀬晶彦
- 照明 - 永田英則
- 編集 - 宮島竜治
- スタイリスト - 新崎みのり
- ヘアメイク - 加藤由紀
- キャスティング - 南谷夢
- 製作担当 - 中山泰彰
- 助監督 - 井上雄介
- スチール - 西永智成
- 特撮監督 - 佛田洋
- VFX - 金魚事務所
- スタント・コーディネーター - 辻井啓伺
- 特殊メイク・特殊造型 - 藤原カクセイ
- カースタント - ウェルムーブ
- ラボ - 東京現像所
- スタジオ - 日活撮影所
- special thanks - 農林水産省、林野庁
- 撮影協力 - 三重県、津市、フマキラー、株式会社スチール(Andreas Stihl)、津フィルムコミッション「ロケッ津」　ほか
- エグゼクティブ・プロデューサー - 濱名一哉、藤巻直哉
- プロデューサー - 東信弘、細谷まどか
- 制作プロダクション - ジャンゴフィルム
- 配給 - 東宝
- 製作 - 「WOOD JOB! 〜神去なあなあ日常〜」製作委員会（TBSテレビ、博報堂DYメディアパートナーズ、日活、東宝、徳間書店、毎日放送、中部日本放送、RKB毎日放送、朝日新聞社、北海道放送、東北放送、静岡放送、中国放送）

### 受賞歴
- 第18回富川国際ファンタスティック映画祭 - NETPAC賞(最優秀アジア映画賞)
- 第38回日本アカデミー賞 優秀助演男優賞（伊藤英明）[8]
- 第69回毎日映画コンクール 男優助演賞（伊藤英明）[9]
- 第10回おおさかシネマフェスティバル[10]
  - 2014年度ベストテン 第9位（日本映画の部）
- ベストフンドシストアワード2014[11]
  - 作品賞
  - 受賞（マキタスポーツ）
- 第19回日本インターネット映画大賞
  - 主演男優賞（染谷将太）

### 関連商品
- WOOD JOB! 〜神去なあなあ日常〜OFFICIAL GUIDEBOOK（徳間書店 2014年4月30日 ISBN 978-4197203895）
- オリジナル・サウンドトラック - （ビクターエンタテインメント 2014年5月7日 全30曲）

### テレビ放送
| 回数 | テレビ局 | 番組名（放送枠名） | 放送日        | 放送時間      | 放送分数 | 視聴率 |
| ---- | -------- | ------------------ | ------------- | ------------- | -------- | ------ |
| 1    | TBS      |                    | 2016年2月24日 | 26:08 - 28:00 | 112分    | 1.7%   |

- 視聴率はビデオリサーチ調べ、関東地区・世帯・リアルタイム。

## オーディオブック
2019年9月12日にオーディオブック配信サービス「audiobook.jp」から配信開始された。
キャスト
- 平野勇気 - 高梨謙吾
- 飯田与喜 - 江口拓也
- 中村清一 - 新垣樽助
- 直紀さん - 大地葉
- 田辺巌 - 佐藤晴男
- 小山三郎（三郎じいさん） - 守安凉
- 繁ばあちゃん - 有川知江
- ミキさん - 門田幸子
- 山太 - 依田菜津
- 祐子さん - 麻鈴
- おじさん - 武田幸史
- 山根のおっちゃん - 片山公輔
- 母 - 進藤亜由美
- 熊谷先生 - 岩崎了

## その他
- 津市（旧・美杉村） - 本作の舞台である神去村のモチーフとなった地。三浦しをんの父である佑之の出身地で、佑之の父も林業に従事していた。映画の撮影も当地で行われた[4]。
- 明知鉄道 - 映画に登場するローカル線の撮影が行われた[4]。飯沼駅でも行われている。
- タイアップ商品として、『浪花ひとくち餃子チャオチャオ』で”森林”をテーマにした餃子が販売されていた。
- 買い物に行っているスーパーのシーンは名張市のオークワ西原店である。

## 関連書籍
- 『映画監督はサービス業です。ー矢口史靖のヘンテコ映画術―』、DU BOOKS、2019年9月、ISBN 978-4866471006。